# Vakaʻeitu
Vakaʻeitu ist eine Insel in der tonganischen Inselgruppe Vavaʻu.

## Geographie
Vakaʻeitu liegt etwas südwestlich des Zentrums des Archipels, in der Verlängerung der Insel Nuapapu. Nach Westen wird die Insel durch den Ava Pulepulekai Channel begrenzt, der sie von der nordwestlichen Nachbarinsel Hunga mit ihren Tochterinselchen trennt. Zusammen mit Langitau und Lape im Osten und mit Nuapapu im Norden umschließt Vakaʻeitu die Bucht Matamaka, worin die Inselchen Alinonga und Kulo zusammen mit dem Riff Tangatasito liegen. Im Süden schließt sich die Insel Ovaka an.
Zum Zeitpunkt des Zensus von 1996 lebten noch vier Bewohner auf der Insel. Inzwischen ist Vakaʻeitu unbewohnt.

## Klima
Das Klima ist tropisch heiß, wird jedoch von ständig wehenden Winden gemäßigt. Ebenso wie die anderen Inseln der Vavaʻu-Gruppe wird Vakaʻeitu gelegentlich von Zyklonen heimgesucht.